# Con tutto il cuore...
Con tutto il cuore... è un album di genere pop del gruppo musicale italiano O.R.O., pubblicato nel 1996 dall'etichetta Sugar (SGR 4432-2) in formato CD.
Il brano Quando ti senti sola, qui presente anche in una versione alternativa, partecipa al Festival di Sanremo, classificandosi al quarto posto nella sezione Nuove Proposte.

## Tracce
1. Quando ti senti sola
2. Dove ti porta il cuore
3. Io e lei
4. Tienimi dentro di te
5. Innamorarsi
6. Ho perduto il tuo amore
7. Onde radio
8. A mio fratello
9. Gli amori non finiscono mai
10. Amico M
11. D.T.P.I.C.
12. Quando ti senti sola (...)